# Grands moulins de Mauritanie
Les Grands Moulins de Mauritanie sont une entreprise mauritanienne. GMM est le premier moulin industriel de la Mauritanie, fondé en 1999. Les GMM produisent de la farine, des produits pour l'alimentation animale et des pâtes. 

## Histoire
Les Grands Moulins de Mauritanie ont été fondés en 1999 par Eric-Bastien Ballouhey. Exerçant une activité à l’époque de trading en céréales, il est amené à se rendre régulièrement dans le pays. 
Son projet d'investissement fait suite au constat de l'absence de meunerie dans un pays consommant 100 000 tonnes de farine par an et possédant une façade maritime.
- 1999 : création de l'entreprise.
- 2001 : premier sac de farine.
- 2001 - 2003 : construction de l'usine d'aliment de bétail.
- 2003 - 2004 : construction de hangars de stockage pour une capacité totale de 15 000 tonnes.
- 2005 - 2006 : construction d'une unité d'ensachage et de 2 nouveaux silos pour une capacité totale de stockage de 25 000 tonnes.
- 2009 : création d'un laboratoire pour analyser les matières premières et la qualité des produits.
- 2013 : lancement d’une nouvelle gamme de produits dédiée à l'alimentation du poulet.
- 2015 : création d’un centre de formation à destination des boulangers.
- 2016 : lancement d'une nouvelle marque de pâtes longues[2].
- 2018 : Seaboard au capital des Grands Moulins de Mauritanie[3].

## Activités
Les GMM sont localisés dans la zone industrielle du port de Nouakchott. L'entreprise fédère quatre activités : la fabrication de produits alimentaires (farine et pâtes longues), d'alimentation animale, la prestation de services et le négoce.
L’entreprise compte plus d’une centaine de salariés. Son engagement sociétal a conduit GMM a accompagner l'ensemble de ses salariés vers l'ouverture d'un compte bancaire. Le taux de bancarisation de ses employés est de 90 % dans un pays où la moyenne est à 17 %.

## Installations
La capacité de production de farine des GMM est 220 tonnes de farine boulangère/jour. La capacité de production de l'unité d'aliment pour le bétail est de 200 tonnes/jour. La capacité de production de l'unité d’aliment pour le poulet est de 90 tonnes/jour. La capacité de production de l'unité de pâtes longues est de 50 tonnes par jour.